# Durs Egg
Pour les articles homonymes, voir Egg.
Durs Egg (1748-1831) est un armurier britannique, né Suisse, connu pour ses pistolets à silex et pour son entreprise qui produisait le fusil Ferguson.
Egg est apprenti à Soleure et à Paris avant de créer sa propre entreprise à Londres en 1772. Il est un contemporain de Joseph Manton et l'oncle de Joseph Egg.

## Biographie
Durs Egg est né dans une dynastie d'armuriers soleurois ; Durs et son frère Jakob ont tous deux repris le métier de leur père. Jakob a trouvé un emploi à la forteresse de Huningue. En conflit avec son père, Urs s'installe brièvement chez son frère, qui lui trouve du travail. Mais en 1770 au plus tard, il se trouve à Londres, où il travaille pour l'armurier Henry Nock. Dès 1772, il s'installe à son compte comme armurier dans le quartier de City of Westminster. En collaboration avec l'officier britannique Patrick Ferguson, Egg développe la carabine Ferguson. En tant qu'armurier suisse hautement qualifié, Egg fabrique de meilleurs canons rayés que ses collègues anglais. Vers 1778, Egg transfère le siège de son entreprise dans le quartier de St Jame's. Sa réputation d'armurier ne cessant de croître, il fut nommé armurier de la cour. À l'âge de 35 ans, il épousa Ann Mary Salomon, avec laquelle il eut sept enfants. Il développe, sur la base du système Crespi, une carabine à chargement par la culasse.
Le 29 août 1791, Egg obtint la nationalité britannique. Le contexte était celui de tensions croissantes entre l'Angleterre et la France et parce que la Suisse entrait dans la sphère d'influence française (République helvétique). Pour les guerres de coalition qui suivirent, Egg produisit, en collaboration avec Nock, différents fusils et pistolets pour l'armée britannique et les royalistes français. Outre les armes militaires, des pistolets de duel, des armes de chasse mais aussi des fusils à air comprimé ont été produits en grand nombre par Egg. Devenu riche grâce à ses ventes d'armes, Egg investit dans des participations dans des entreprises et dans l'immobilier.
Lorsque l'inventeur suisse Samuel Johann Pauli arrive en Angleterre en 1814, il fait la connaissance d'Egg. Bien qu'il n'y ait pas eu de coopération entre les deux hommes dans le domaine de la technologie des armes, Egg donne une somme d'argent importante pour la construction d'un dirigeable. Un brevet (no 3909 de l'année 1815) est délivré aux deux noms. Déjà à cette époque, les relations avec Egg étaient difficiles, car il commençait à se brouiller avec son entourage. La construction du dirigeable Dolhpin traînait déjà depuis deux ans et continuait à poser des problèmes. Lorsque les guerres de coalition prirent fin en juillet 1815, les revenus d'Egg provenant de la vente d'armes s'effondrèrent. Exaspéré par les retards du dirigeable, Egg fit arrêter les travaux et intenta une action en justice contre Pauli. Parallèlement à sa querelle, la vue d'Egg se détériora. À partir de 1822, il est aveugle. Il se querelle de plus en plus avec sa famille et ses partenaires commerciaux, on suppose qu'un malheur organique est à l'origine de son comportement, jusqu'à ce qu'il décède en 1831.
John Egg, le fils d'Urs Egg, a poursuivi l'activité de son père, mais il n'avait pas le talent de ce dernier. En revanche, le neveu de Durs Egg, Joseph Egg, eut nettement plus de succès.

## Dans la culture populaire
Une paire de pistolets de duel Durs font l'objet du roman mystère The Judas Pair (en).